# Крис Лемън
Крис Лемън (на английски: Chris Lemmon) е американски актьор.

## Биография
Роден е на 22 януари 1954 г. в Лос Анджелис, Калифорния. Той е син на един от най-добрите за всички времена[източник? (Поискан днес)] в американското кино актьор – Джак Лемън.
Крис става известен с ролята на Мартин Бру Бейкър в хитовия сериал с участието на Хълк Хоуган – „Гръм в Рая“ (Thunder in Paradise), сниман през 1994. През 2006 г. той прави филма A Twist of Lemmon в памет на своя баща.
Живее в Гластбъри, Кънектикът. Крис Лемън е женен и има 3 деца – Сидни Ноел, Джонатан и Кристофър.

## Избрана филмография
- „Блондинка“ (2022)
- „Господарят на желанията“ (1997)
- „Гръм в рая“ (1994)